# オキサゾリジン
オキサゾリジン(Oxazolidine)は、3つの炭素原子と1つの窒素原子、1つの酸素原子から構成される五員環化合物である。酸素原子とNH基は、それぞれ1位と3位にある。オキサゾリジン誘導体では、酸素原子と窒素原子の間には常に炭素原子がある。オキサゾリジンを構成する全ての炭素原子は、オキサゾールやオキサゾリンと比べて、還元型である。オキサゾリジンジオン等のいくつかの誘導体は、抗てんかん薬として用いられる。

## ビスオキサゾリジン
ビスオキサゾリジンは、2つのオキサゾリジン環を持つ化合物であり、ポリウレタン塗装の調整剤等に用いられる。環は、湿気のあるところでは加水分解されてアミンとヒドロキシル基を生じ、これらはジイソシアネートと反応して被膜を形成する。ポリウレタン系でビスオキサゾリジンを用いることで、イソシアネートと湿気の間で不測の反応が生じ、二酸化炭素が放出されることを防ぐ。
2つのオキサゾリジン環の間の結合部分の選択は、この用途に用いるのに大きな影響を与える。固い結合はポリウレタンの硬度を上げ、柔らかい結合は被膜に伸縮性を与える。

## イソオキサゾリジン
イソオキサゾリジンでは、窒素原子と酸素原子がそれぞれ1位と2位を占める。
これは、イソオキサゾールの飽和アナログである。